# Tixocortol pivalate
 (juin 2023).

Le tixocortol pivalate (ou pivalate de tixocortol) est un corticostéroïde. Il a des propriétés anti-inflammatoires similaires à l'hydrocortisone. Il est commercialisé sous le nom de marque Pivalone. Il est parfois utilisé en test local dans la dermatite atopique.